# 香川貴志
香川 貴志（かがわ たかし、1960年 - ）は、日本の地理学者。京都教育大学教授。

## 経歴
香川県丸亀市生まれ。
1983年、立命館大学文学部地理学科・地理学専攻卒業。
1989年、立命館大学大学院文学研究科博士課程修了、立命館大学文学部地理学教室 助手。
1991年、京都教育大学社会科学科 講師。
1994年、同大学 助教授。
1995年、ブリティッシュコロンビア大学 客員研究員
2005年、京都教育大学社会科学科 教授。

## 主な著書

### 単著
- バンクーバーはなぜ世界一住みやすい都市なのか、ナカニシヤ出版、2010年

### 共編著
- （植村善博との共編著）京都地図絵巻、古今書院、2007年
- （野間晴雄、土平博、河角龍典、小原丈明との共編著）ジオ・パルNEO = Geo-Pal NEO : 地理学・地域調査便利帖、海青社、2012年
- （日野正輝との共編著）変わりゆく日本の大都市圏、ナカニシヤ出版、2015年